# Spoorlijn Almindingen - Gudhjem
De spoorlijn Almindingen - Gudhjem (ook wel Gudhjembanen genoemd) was een lokaalspoorlijn tussen Almindingen en Gudhjem met een spoorbreedte van 1 meter van het eiland Bornholm in Denemarken.

## Geschiedenis

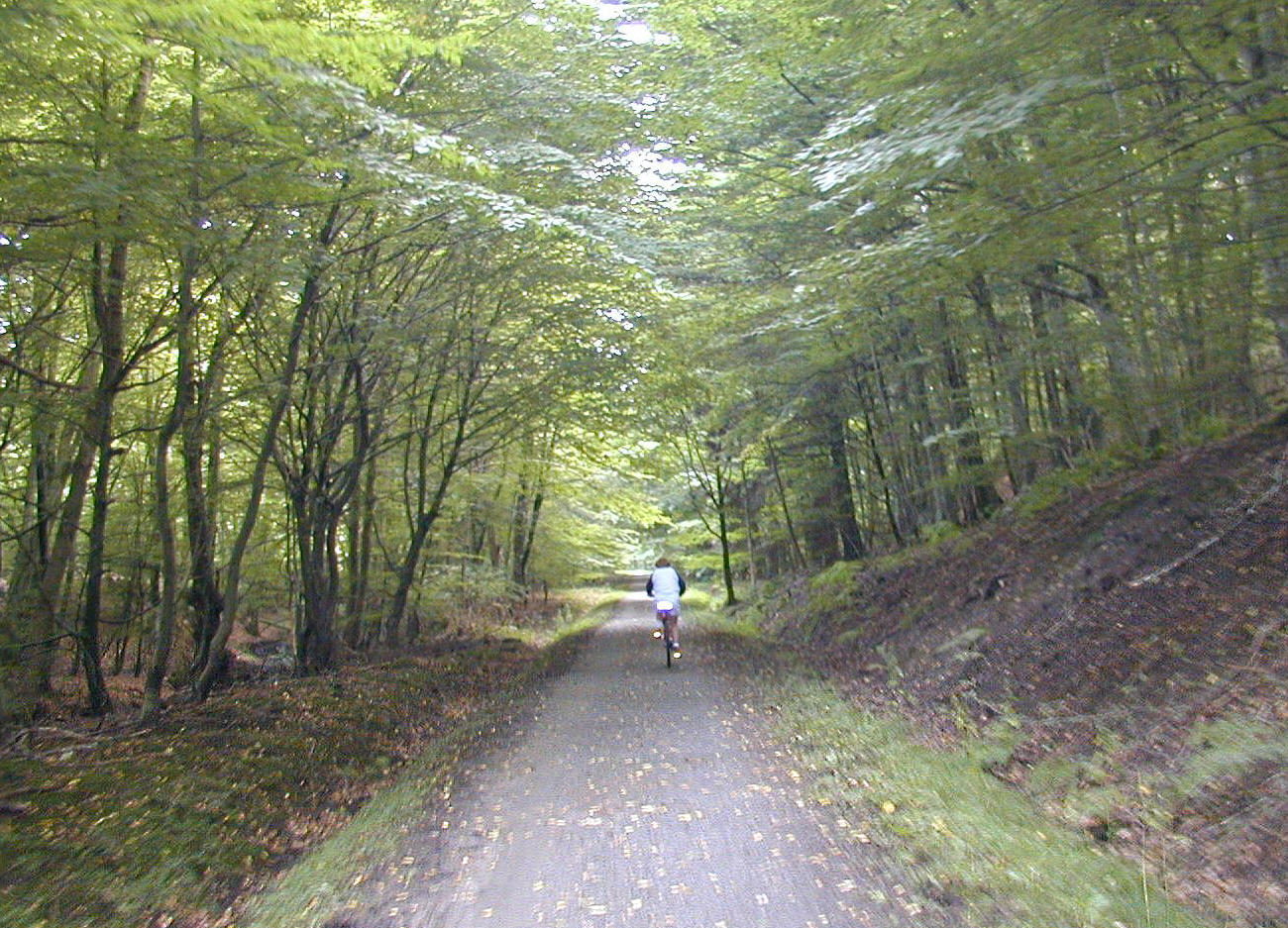
De voormalige spoorweg in Almindingen is nu een fietspad

De lijn van Almindingen naar Gudhjem werd opgenomen in de spoorwegenwet van 27 mei 1908, en was een verlenging van de reeds aanwezige zijtak van Åkirkeby - Almindingen van de spoorlijn Rønne - Nexø. De inwijding vond plaats op 27 juni 1916 en de diensten werden de volgende dag begonnen met twee ritten per dag in beide richtingen en op zondag zelfs drie retourritten.
De lijn was eigendom van Almindingen-Gudhjem Jernbane (AGJ). De stations op deze route waren van de hand van Kay Fisker en Aage Rafn in Neoclassicistische stijl. Een deel van die stations werd in 1984 op de monumentenlijst geplaatst.
Na het samenvoegen van de drie Bornholmse spoorwegbedrijven in 1934 ging de exploitatie over in de De Bornholmske Jernbaner.
De laatste officiële treinrit van Almindingen naar Gudhjem vond plaats op 18 augustus 1952. Hierna werd de lijn gesloten en opgebroken.

## Galerij

### Spoortracé dat bewaard is gebleven
5 km van het tracé is bewaard gebleven en toegankelijk.

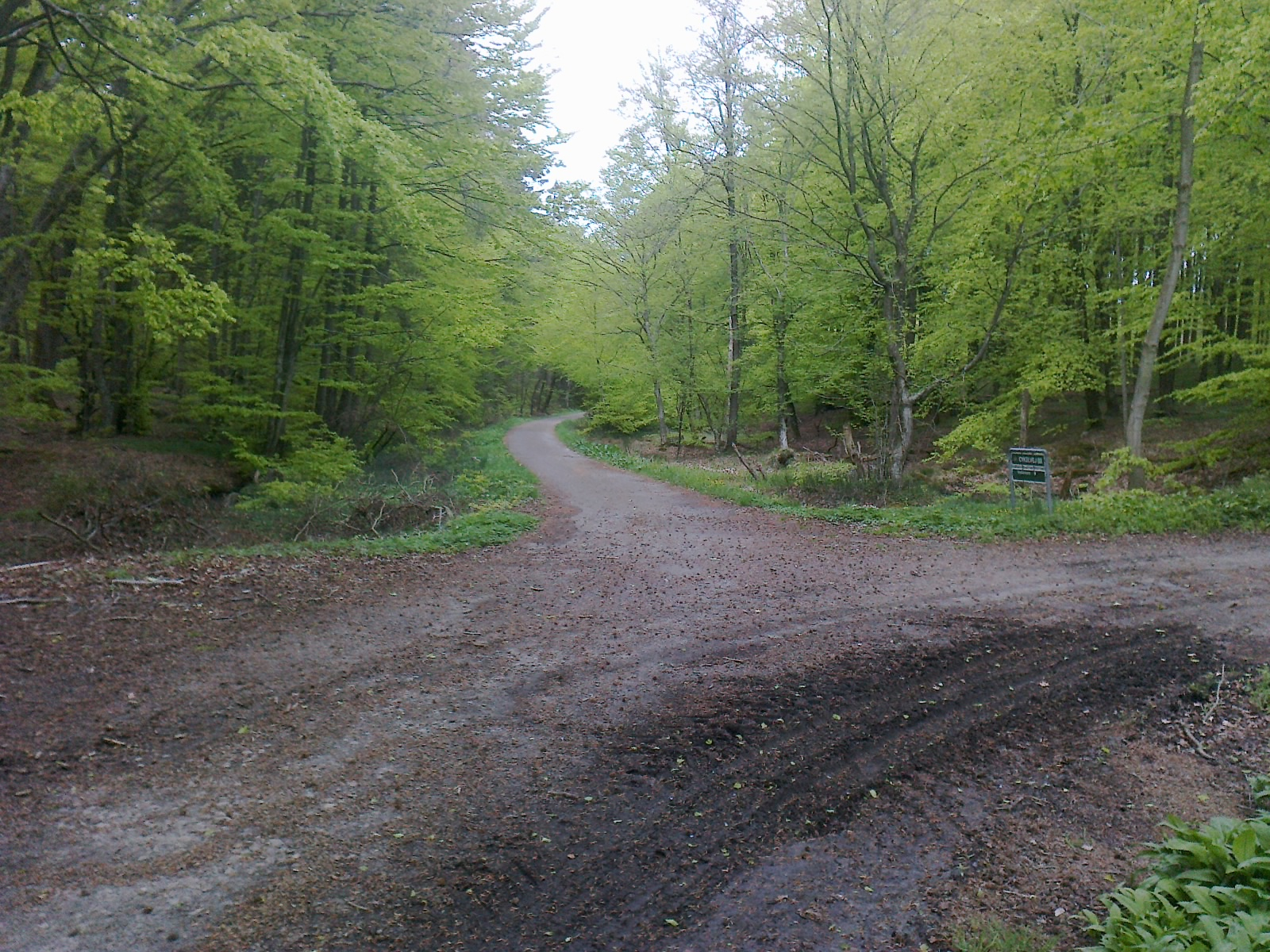
Spoorbaan door het Almindingenbos
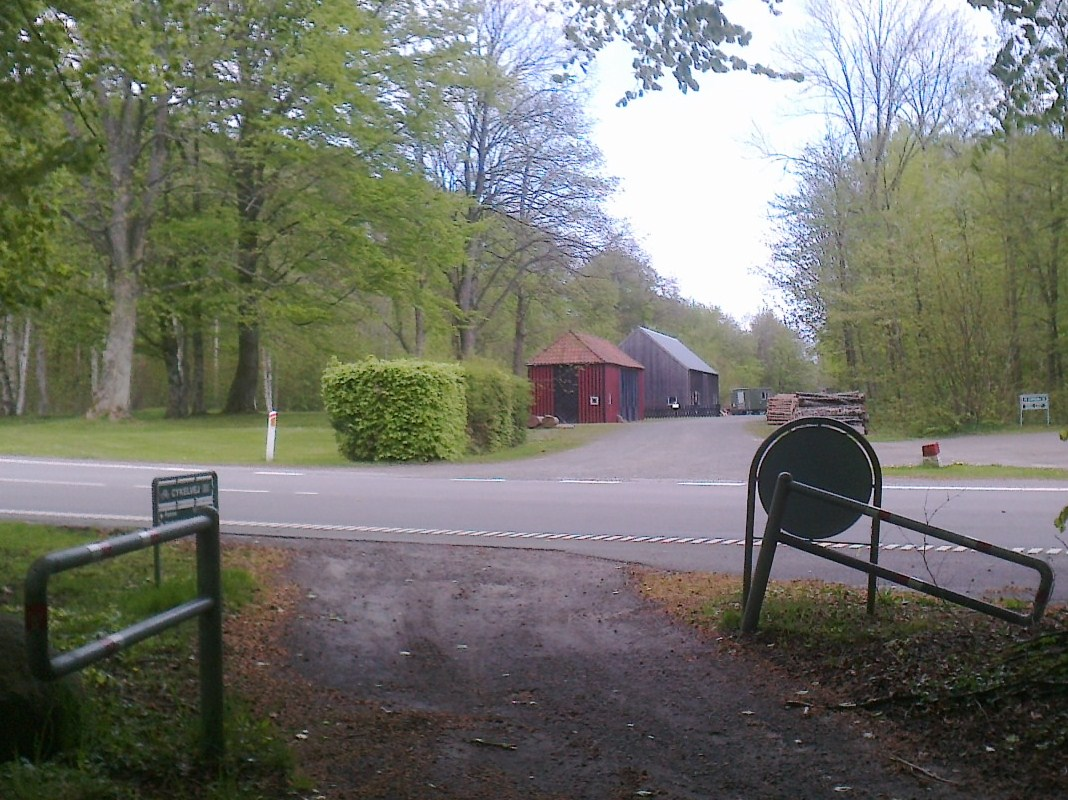
Almindingsvej, met op de achtergrond Christianshøj Trinbræt
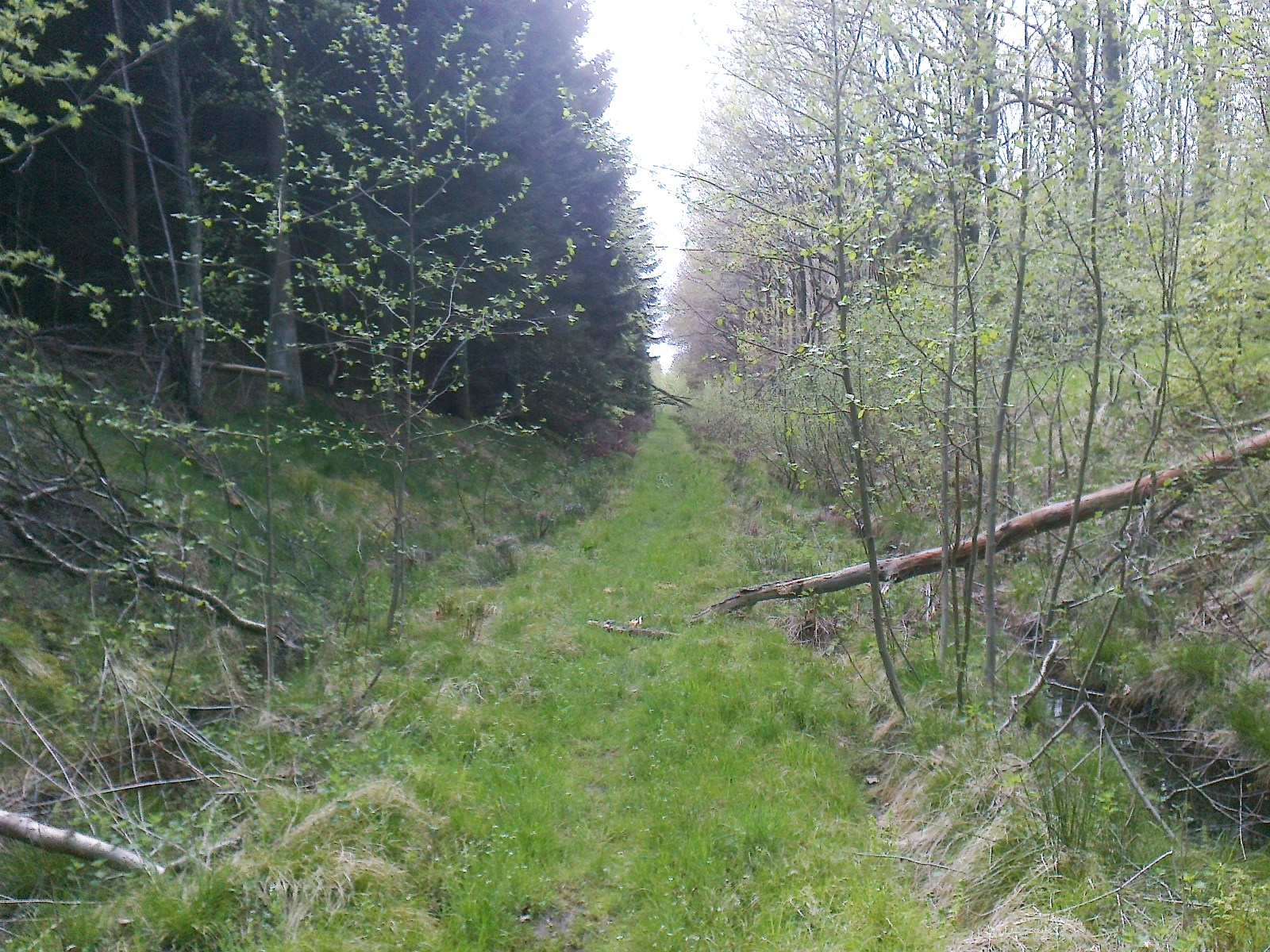
Van Trehøjevej naar Iglemose in Almindingen
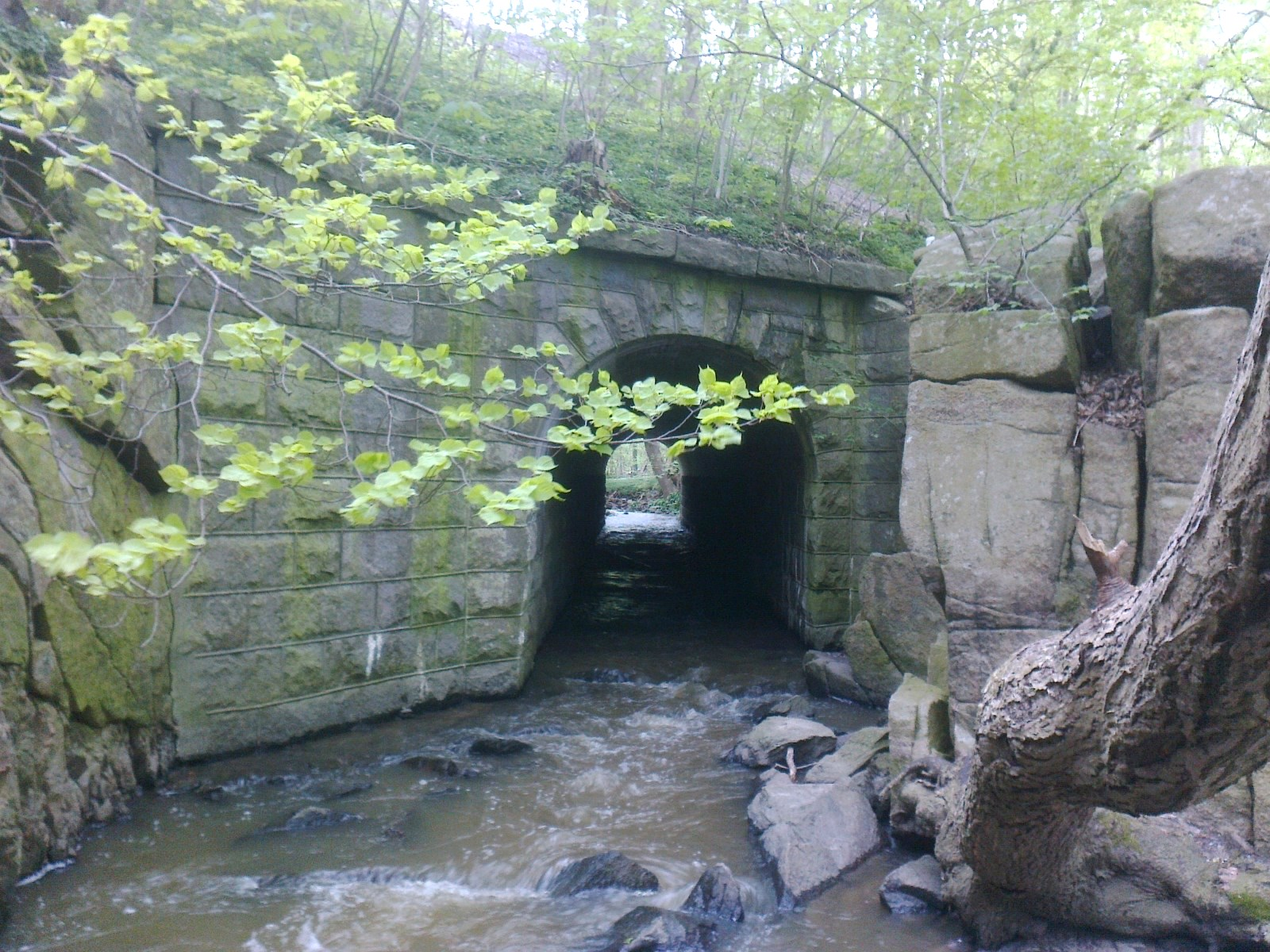
Spoorbrug over de Kobbeå tegenover de 4 meter hoge waterval

### Stationsgebouwen en haltes

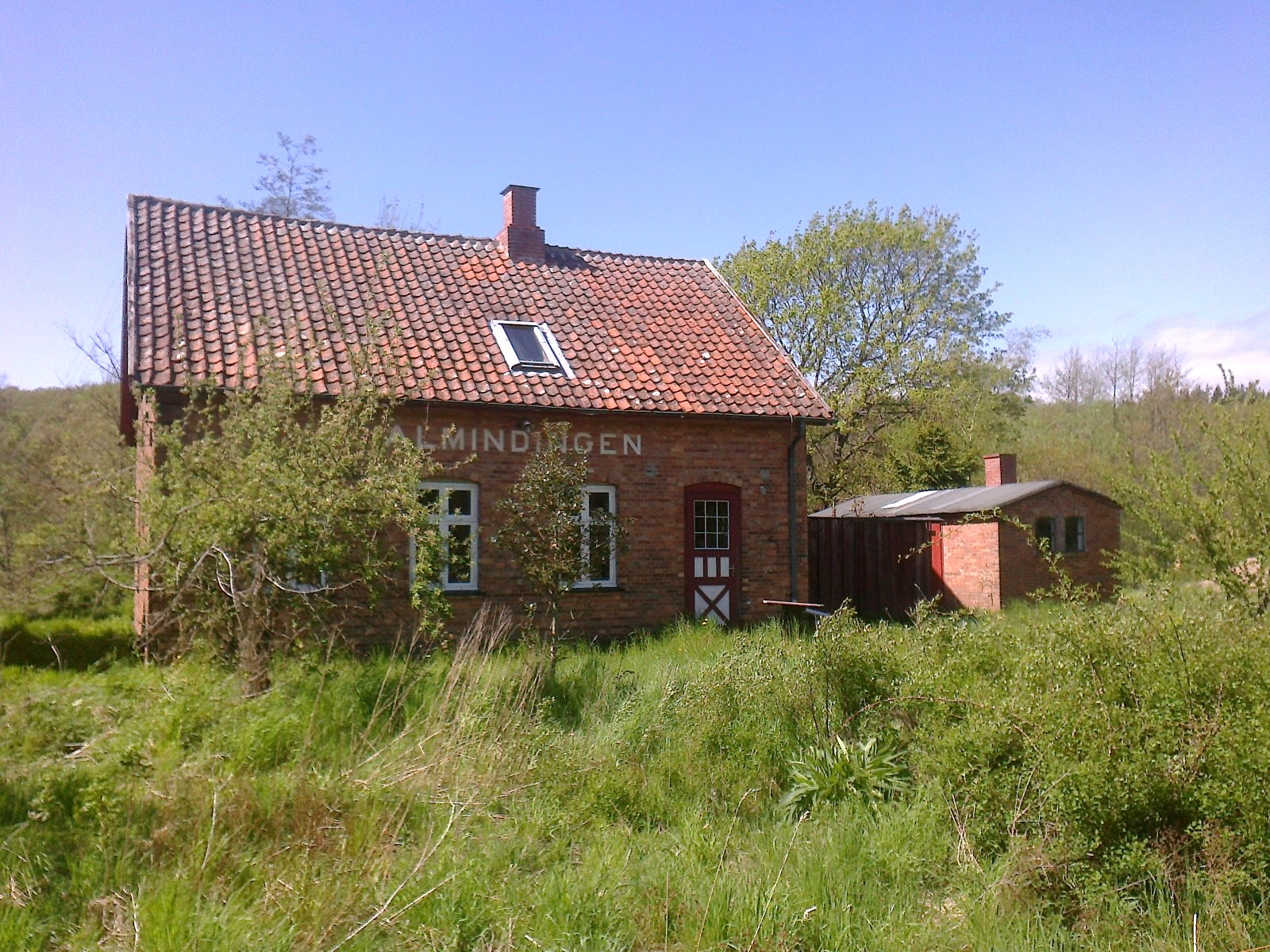
Almindingen: Ekkodalsvejen 3 (MB)
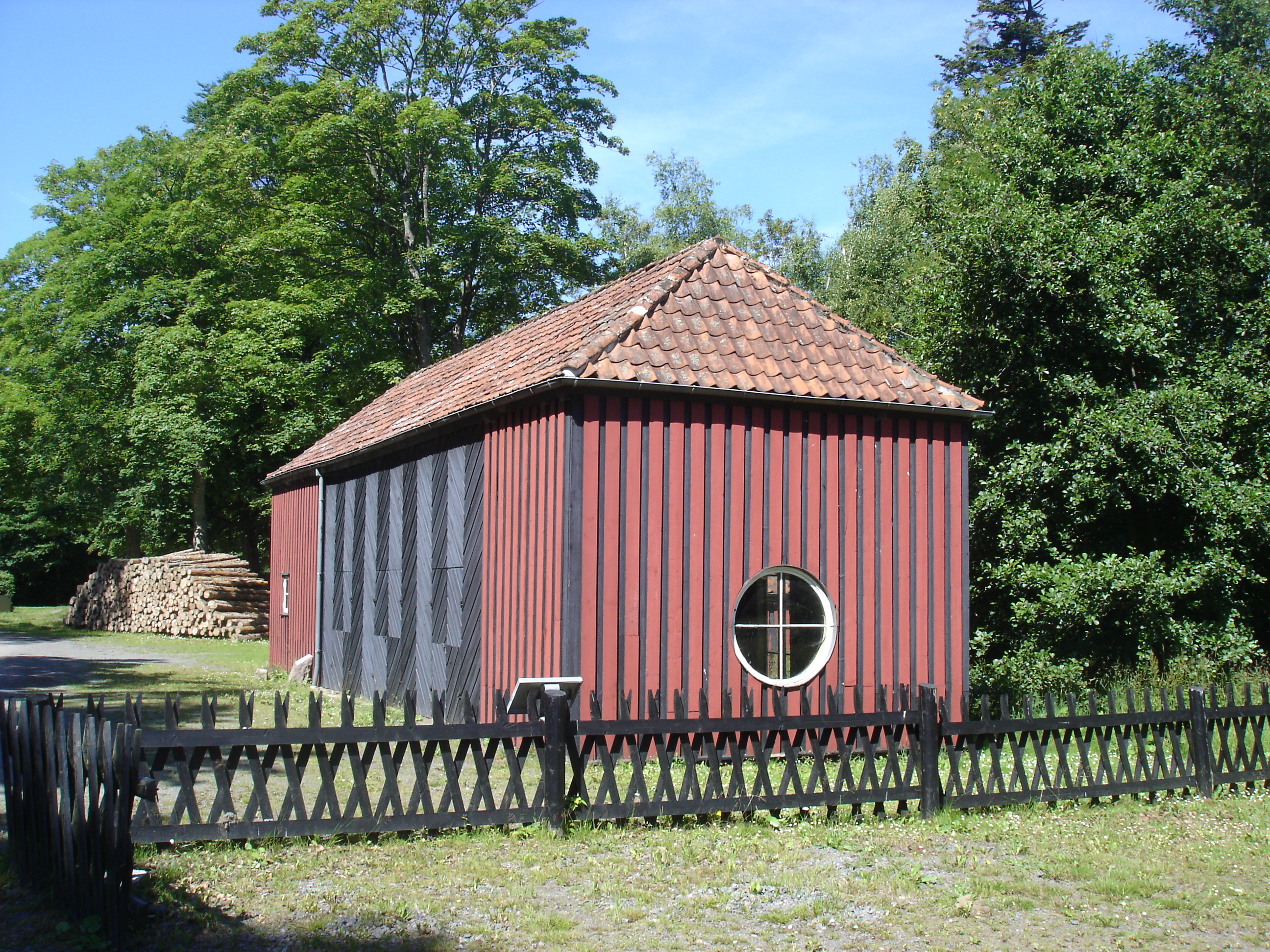
Christianshøj: Almindingsvej 40
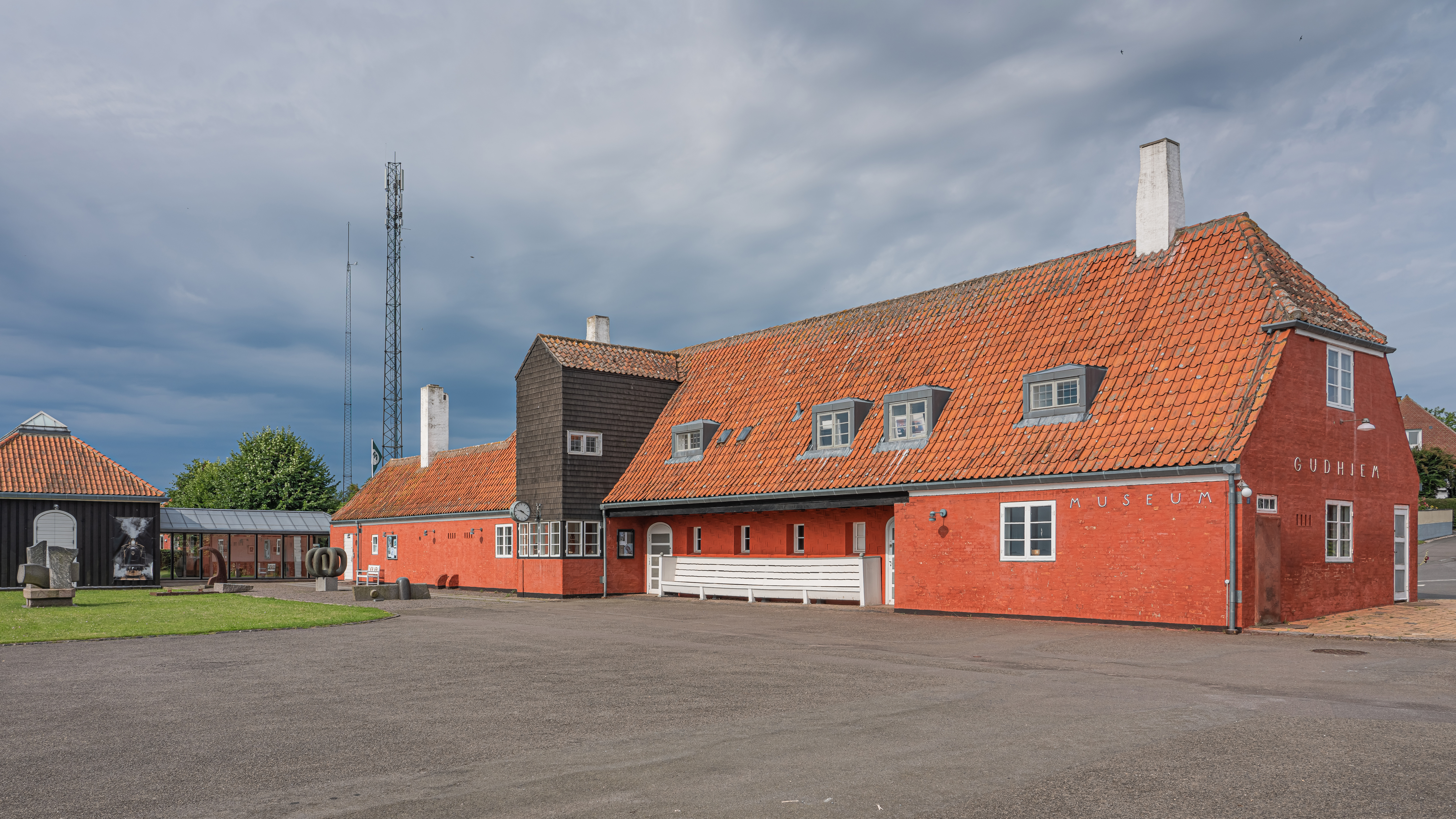
Gudhjem: Stationsvej 1
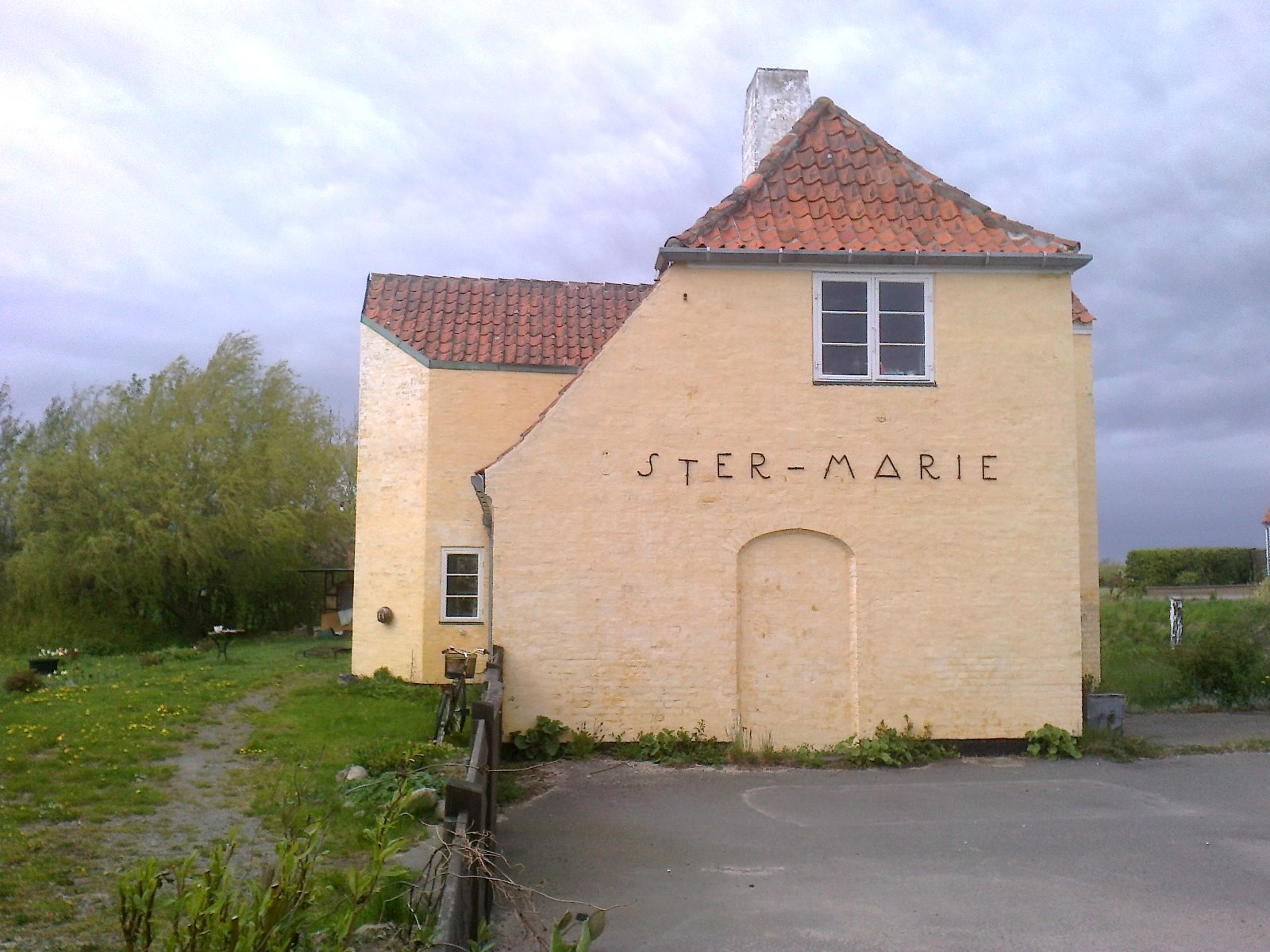
Østermarie: Godthåbsvej 59
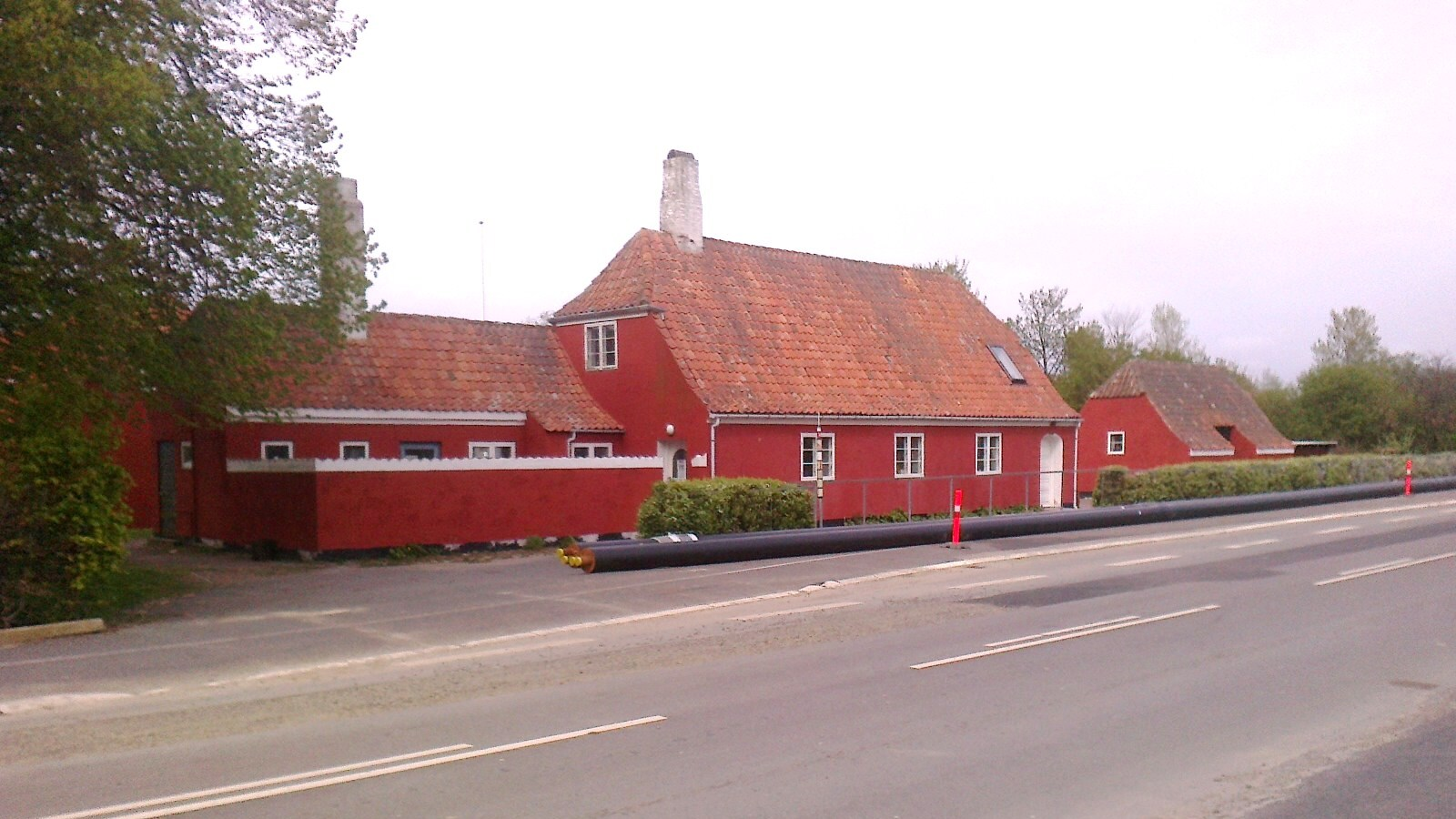
Østerlars: Nybrovej 33
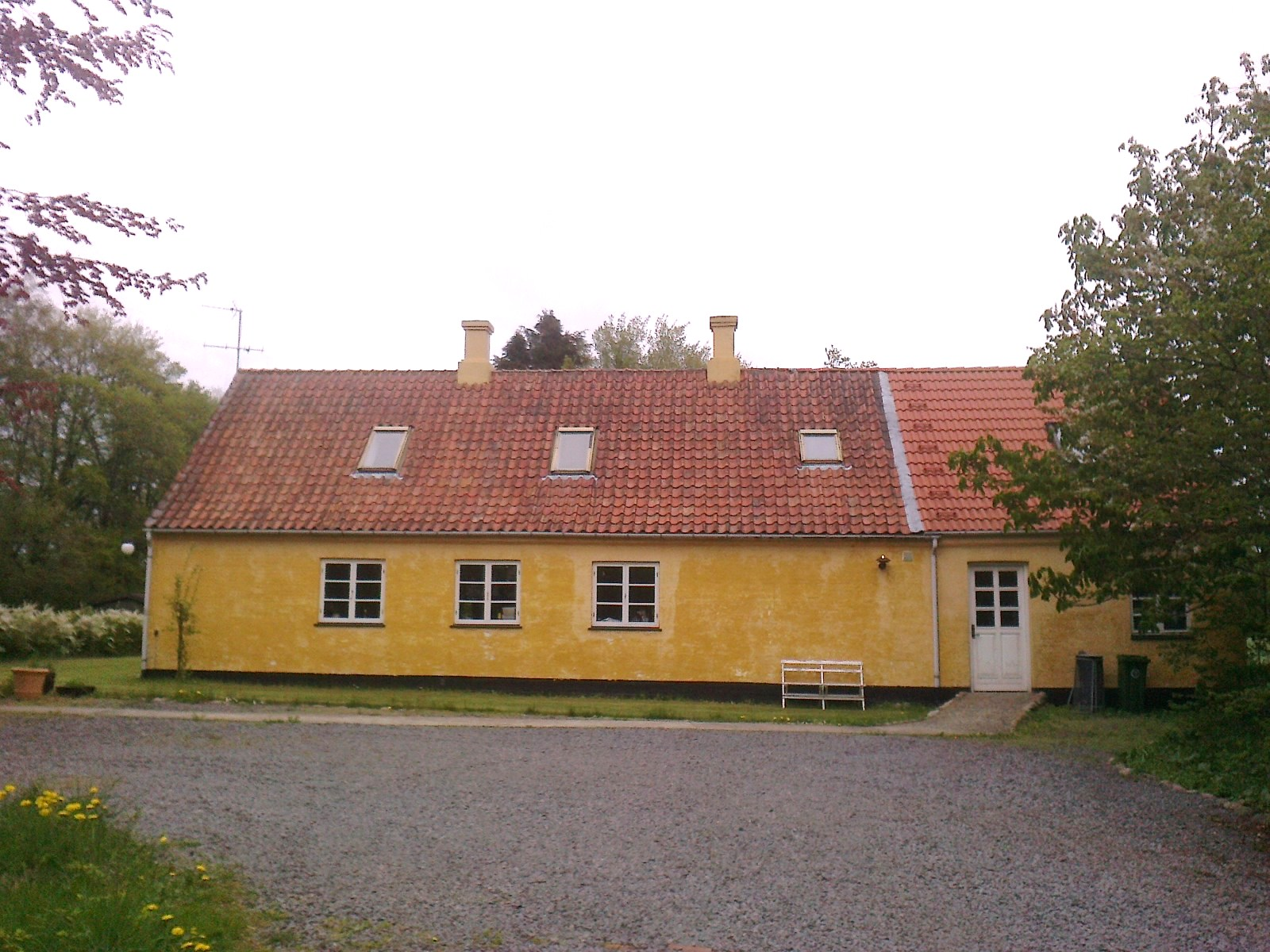
Åløse: Åløsevej 41

## Trivia
- De spoorwegenwet van 20 maart 1918 bevatte nog twee verbindingen op Bornholm die zouden aansluiten op Gudhjembanen.

1. Nexø - Ibsker - Svaneke - Østermarie vv.
2. Gudhjem - Rø

Geen van deze verbindingen werd ooit verwezenlijkt.